# Lake Sebu
Lake Sebu è una municipalità di seconda classe delle Filippine, situata nella Provincia di South Cotabato, nella regione di Soccsksargen.
Lake Sebu è formata da 19 baranggay:
- Bacdulong
- Denlag
- Halilan
- Hanoon
- Klubi
- Lake Lahit
- Lamcade
- Lamdalag
- Lamfugon
- Lamlahak
- Lower Maculan
- Luhib
- Ned
- Poblacion
- Siluton
- Takunel
- Talisay
- Tasiman
- Upper Maculan